# Vòng loại Giải vô địch bóng đá thế giới 2010 – Khu vực châu Âu (Bảng 9)
Bài viết sau đây là tóm tắt của các trận đấu trong khuôn khổ bảng 9, vòng loại giải vô địch bóng đá thế giới 2010 khu vực châu Âu. Bảng đấu gồm sự góp mặt các đội Hà Lan, Scotland, Na Uy, Iceland và Macedonia.
Kết thúc vòng đấu, đội đầu bảng Hà Lan giành vé trực tiếp tới Nam Phi.
| VT | Đội       | ST | T | H | B | BT | BB | HS  | Đ  | Giành quyền tham dự                     |     | Hà Lan | Na Uy | Scotland | Bắc Macedonia | Iceland |
| -- | --------- | -- | - | - | - | -- | -- | --- | -- | --------------------------------------- | --- | ------ | ----- | -------- | ------------- | ------- |
| 1  | Hà Lan    | 8  | 8 | 0 | 0 | 17 | 2  | +15 | 24 | Giành quyền tham dự FIFA World Cup 2010 |     | —      | 2–0   | 3–0      | 4–0           | 2–0     |
| 2  | Na Uy     | 8  | 2 | 4 | 2 | 9  | 7  | +2  | 10 |                                         |     | 0–1    | —     | 4–0      | 2–1           | 2–2     |
| 3  | Scotland  | 8  | 3 | 1 | 4 | 6  | 11 | −5  | 10 |                                         | 0–1 | 0–0    | —     | 2–0      | 2–1           |         |
| 4  | Macedonia | 8  | 2 | 1 | 5 | 5  | 11 | −6  | 7  |                                         | 1–2 | 0–0    | 1–0   | —        | 2–0           |         |
| 5  | Iceland   | 8  | 1 | 2 | 5 | 7  | 13 | −6  | 5  |                                         | 1–2 | 1–1    | 1–2   | 1–0      | —             |         |

## Kết quả
Lịch thi đấu được quyết định tại buổi họp giữa các đội được tổ chức tại Viên, Áo vào ngày 8 tháng 12 năm 2007. Các trận đấu dự định diễn ra vào tháng 8 năm 2009 được đẩy lên sớm một tuần, chuyển từ ngày 19 tháng 8 tới ngày 12 tháng 8 năm 2009, được thông qua trong phiên họp của Ủy ban Điều hành của FIFA diễn ra vào ngày 27 tháng 5 năm 2008.
| Macedonia   | 1-0      | Scotland |
| ----------- | -------- | -------- |
| Naumoski 5' | Chi tiết |          |

| Na Uy                    | 2-2      | Iceland                       |
| ------------------------ | -------- | ----------------------------- |
| Iversen 36' (ph.đ.), 50' | Chi tiết | Helguson 39' · Guðjohnsen 69' |

| Iceland                | 1-2      | Scotland                     |
| ---------------------- | -------- | ---------------------------- |
| Guðjohnsen 77' (ph.đ.) | Chi tiết | Broadfoot 18' · McFadden 59' |

| Macedonia          | 1-2      | Hà Lan                           |
| ------------------ | -------- | -------------------------------- |
| Pandev 77' (ph.đ.) | Chi tiết | Heitinga 46' · Van der Vaart 59' |

| Scotland | 0-0      | Na Uy |
| -------- | -------- | ----- |
|          | Chi tiết |       |

| Hà Lan                        | 2-0      | Iceland |
| ----------------------------- | -------- | ------- |
| Mathijsen 15' · Huntelaar 65' | Chi tiết |         |

| Na Uy | 0-1      | Hà Lan         |
| ----- | -------- | -------------- |
|       | Chi tiết | Van Bommel 62' |

| Iceland           | 1-0      | Macedonia |
| ----------------- | -------- | --------- |
| V. Gunnarsson 16' | Chi tiết |           |

| Hà Lan                                              | 3-0      | Scotland |
| --------------------------------------------------- | -------- | -------- |
| Huntelaar 30' · Van Persie 45+1' · Kuyt 77' (ph.đ.) | Chi tiết |          |

| Hà Lan                                            | 4-0      | Macedonia |
| ------------------------------------------------- | -------- | --------- |
| Kuyt 16', 41' · Huntelaar 25' · Van der Vaart 88' | Chi tiết |           |

| Scotland                        | 2-1      | Iceland           |
| ------------------------------- | -------- | ----------------- |
| McCormack 39' · S. Fletcher 65' | Chi tiết | I. Sigurðsson 54' |

| Macedonia | 0-0      | Na Uy |
| --------- | -------- | ----- |
|           | Chi tiết |       |

| Iceland           | 1-2      | Hà Lan                      |
| ----------------- | -------- | --------------------------- |
| K. Sigurðsson 87' | Chi tiết | de Jong 8' · van Bommel 15' |

| Macedonia                   | 2-0      | Iceland |
| --------------------------- | -------- | ------- |
| Stojkov 10' · Ivanovski 86' | Chi tiết |         |

| Hà Lan                  | 2-0      | Na Uy |
| ----------------------- | -------- | ----- |
| Ooijer 32' · Robben 50' | Chi tiết |       |

| Na Uy                                            | 4-0      | Scotland |
| ------------------------------------------------ | -------- | -------- |
| J. Riise 35' · Pedersen 45', 90' · Huseklepp 60' | Chi tiết |          |

| Scotland                 | 2-0      | Macedonia |
| ------------------------ | -------- | --------- |
| Brown 56' · McFadden 80' | Chi tiết |           |

| Iceland        | 1-1      | Na Uy        |
| -------------- | -------- | ------------ |
| Guðjohnsen 29' | Chi tiết | J. Riise 11' |

| Na Uy                     | 2-1      | Macedonia    |
| ------------------------- | -------- | ------------ |
| Helstad 2' · J. Riise 25' | Chi tiết | Grnčarov 79' |

| Scotland | 0-1      | Hà Lan   |
| -------- | -------- | -------- |
|          | Chi tiết | Elia 82' |

## Cầu thủ ghi bàn
| Vị trí | Cầu thủ               | Đội tuyển | Số bàn |
| ------ | --------------------- | --------- | ------ |
| 1      | Eiður Guðjohnsen      | Iceland   | 3      |
| 1      | Klaas-Jan Huntelaar   | Hà Lan    | 3      |
| 1      | Dirk Kuyt             | Hà Lan    | 3      |
| 1      | John Arne Riise       | Na Uy     | 3      |
| 5      | Mark van Bommel       | Hà Lan    | 2      |
| 5      | Rafael van der Vaart  | Hà Lan    | 2      |
| 5      | Steffen Iversen       | Na Uy     | 2      |
| 5      | Morten Gamst Pedersen | Na Uy     | 2      |
| 5      | James McFadden        | Scotland  | 2      |

1 bàn
| Iceland - Heiðar Helguson - Veigar Páll Gunnarsson - Indriði Sigurðsson - Kristján Örn Sigurðsson Bắc Macedonia - Boban Grncarov - Filip Ivanovski - Ilčo Naumoski - Goran Pandev - Aco Stojkov | Hà Lan - Eljero Elia - Nigel de Jong - John Heitinga - Joris Mathijsen - André Ooijer - Robin van Persie - Arjen Robben Na Uy - Thorstein Helstad - Erik Huseklepp | Scotland - Kirk Broadfoot - Scott Brown - Steven Fletcher - Ross McCormack |

## Lượng khán giả
| Đội tuyển     | Cao nhất | Thấp nhất | Trung bình |
| ------------- | -------- | --------- | ---------- |
| Iceland       | 9.767    | 5.527     | 8.063      |
| Bắc Macedonia | 11.000   | 7.000     | 8.500      |
| Hà Lan        | 50.000   | 37.500    | 45.213     |
| Na Uy         | 24.493   | 14.776    | 20.091     |
| Scotland      | 51.230   | 42.259    | 48.477     |